# Joruma krausi
Joruma krausi är en insektsart som beskrevs av Ruppel och Delong 1953. Joruma krausi ingår i släktet Joruma och familjen dvärgstritar. Inga underarter finns listade i Catalogue of Life.